# Huascarán
A Huascarán vagy Nevado Huascarán egy hegy a Blanca-hegységben (Andok). Déli csúcsa (Huascarán Sur) Peru legmagasabb és Dél-Amerika negyedik legmagasabb pontja. A csúcsot először 1932-ben érte el egy német-osztrák expedíció. Északi csúcsát (Huascarán Norte) már 1908-ban megmászták egy amerikai expedíció tagjai, köztük Annie Smith Peck. A Huascarán egy régi, sokkal magasabb rétegvulkán már nem működő maradványa. Kora több millió év.
1970. május 31-én az ancashi földrengés következtében a hegy északi oldalának jelentős része leomlott. A leomló tömb 2 km hosszú, 1 km széles és 1 km vastag volt. Öt percen belül elérte a 15 km-re fekvő Yungay várost, amelyet teljesen elborított a jég és a kő. Több mint 17 ezer ember halt meg. A földrengés pillanatában a hegyen tartózkodott egy csehszlovák hegymászó csoport, melynek tagjairól azóta sem tudnak semmit.
Magyarok (Csíkos József és Szabó László) először 1986. augusztus 28-án mászták meg.
A hegyről nevezték el az őt körülvevő Huascarán Nemzeti Parkot.